# Campeonato Mundial de Vóley Playa
El Campeonato Mundial de Vóley Playa es la máxima competición internacional del vóley playa. Es organizado cada año impar desde 1997 por la Federación Internacional de Voleibol (FIVB). Entre 1987 y 1996 hubo diez campeonatos no oficiales, todos ellos realizados en Río de Janeiro, Brasil.
Brasil ha dominado en estos campeonatos, consiguiendo 13 títulos de campeón mundial y 34 medallas en total. En segundo lugar se encuentran los Estados Unidos con 5 títulos y 16 medallas y en tercero Alemania, con 2 títulos y 8 medallas.

## Ediciones
| Núm. | Año  | Sede                                     | País           |
| ---- | ---- | ---------------------------------------- | -------------- |
| I    | 1997 | Los Ángeles                              | Estados Unidos |
| II   | 1999 | Marsella                                 | Francia        |
| III  | 2001 | Klagenfurt                               | Austria        |
| IV   | 2003 | Río de Janeiro                           | Brasil         |
| V    | 2005 | Berlín                                   | Alemania       |
| VI   | 2007 | Gstaad                                   | Suiza          |
| VII  | 2009 | Stavanger                                | Noruega        |
| VIII | 2011 | Roma                                     | Italia         |
| IX   | 2013 | Stare Jabłonki                           | Polonia        |
| X    | 2015 | La Haya, Ámsterdam, Apeldoorn y Róterdam | Países Bajos   |
| XI   | 2017 | Viena                                    | Austria        |
| XII  | 2019 | Hamburgo                                 | Alemania       |
| XIII | 2022 | Roma                                     | Italia         |
| XIV  | 2023 | Ciudad de Tlaxcala, Apizaco y Huamantla  | México         |
| XV   | 2025 | Adelaida                                 | Australia      |

## Palmarés

### Masculino
| Núm. | Año  | Sede                          | Oro                                                | Plata                                                    | Bronce                                                                                   |
| ---- | ---- | ----------------------------- | -------------------------------------------------- | -------------------------------------------------------- | ---------------------------------------------------------------------------------------- |
| I    | 1997 | Los Ángeles ( Estados Unidos) | Rogério Ferreira · Guilherme Marques · Brasil      | Canyon Ceman Mike Whitmarsh Estados Unidos               | Paulo Emílio Silva · Paulo Moreira · Brasil Kent Steffes · Dain Blanton · Estados Unidos |
| II   | 1999 | Marsella ( Francia)           | Emanuel Rego · José Loiola · Brasil                | Paul Laciga · Martin Laciga · Suiza                      | Rogério Ferreira · Guilherme Marques · Brasil                                            |
| III  | 2001 | Klagenfurt · ( Austria)       | Mariano Baracetti Martín Conde Argentina           | José Loiola · Ricardo Santos · Brasil                    | Jørre Kjemperud · Vegard Høidalen · Noruega                                              |
| IV   | 2003 | Río de Janeiro · ( Brasil)    | Emanuel Rego · Ricardo Santos · Brasil             | Dax Holdren Stein Metzger Estados Unidos                 | Márcio Araújo · Benjamin Insfran · Brasil                                                |
| V    | 2005 | Berlín · ( Alemania)          | Márcio Araújo · Fábio Luiz Magalhães · Brasil      | Sascha Heyer · Paul Laciga · Suiza                       | Julius Brink · Kjell Schneider · Alemania                                                |
| VI   | 2007 | Gstaad · ( Suiza)             | Todd Rogers Philip Dalhausser Estados Unidos       | Dmitri Barsuk · Igor Kolodinski · Rusia                  | Andrew Schacht Joshua Slack Australia                                                    |
| VII  | 2009 | Stavanger · ( Noruega)        | Julius Brink · Jonas Reckermann · Alemania         | Alison Cerutti · Harley Marques Silva · Brasil           | Todd Rogers Philip Dalhausser Estados Unidos                                             |
| VIII | 2011 | Roma · ( Italia)              | Emanuel Rego · Alison Cerutti · Brasil             | Márcio Araújo · Ricardo Santos · Brasil                  | Julius Brink · Jonas Reckermann · Alemania                                               |
| IX   | 2013 | Stare Jabłonki · ( Polonia)   | Alexander Brouwer · Robert Meeuwsen · Países Bajos | Ricardo Santos · Álvaro Filho · Brasil                   | Jonathan Erdmann · Kay Matysik · Alemania                                                |
| X    | 2015 | Países Bajos                  | Alison Cerutti · Bruno Oscar Schmidt · Brasil      | Reinder Nummerdor · Christiaan Varenhorst · Países Bajos | Pedro Solberg · Evandro Gonçalves Oliveira · Brasil                                      |
| XI   | 2017 | Viena · Austria               | Evandro Gonçalves Oliveira · André Stein · Brasil  | Clemens Doppler · Alexander Horst · Austria              | Viacheslav Krasilnikov · Nikita Liamin · Rusia                                           |
| XII  | 2019 | Hamburgo · Alemania           | Oleg Stoyanovski · Viacheslav Krasilnikov · Rusia  | Julius Thole · Clemens Wickler · Alemania                | Anders Mol · Christian Sørum · Noruega                                                   |
| XIII | 2022 | Roma · Italia                 | Anders Mol · Christian Sørum · Noruega             | Renato Carvalho · Vítor Felipe · Brasil                  | André Stein · George Wanderley · Brasil                                                  |
| XIV  | 2023 | Tlaxcala · México             | Ondřej Perušič · David Schweiner · República Checa | David Åhman · Jonatan Hellvig · Suecia                   | Bartosz Łosiak · Michał Bryl · Polonia                                                   |

### Femenino
| Núm. | Año  | Sede                          | Oro                                                 | Plata                                                 | Bronce                                                                           |
| ---- | ---- | ----------------------------- | --------------------------------------------------- | ----------------------------------------------------- | -------------------------------------------------------------------------------- |
| I    | 1997 | Los Ángeles ( Estados Unidos) | Sandra Pires · Jacqueline Silva · Brasil            | Lisa Arce Holly McPeak Estados Unidos                 | Adriana Behar · Shelda Bedê · Brasil Karolyn Kirby · Nancy Reno · Estados Unidos |
| II   | 1999 | Marsella ( Francia)           | Shelda Bedê · Adriana Behar · Brasil                | Annett Davis Jennifer Johnson-Jordan Estados Unidos   | Liz Masakayan Elaine Youngs Estados Unidos                                       |
| III  | 2001 | Klagenfurt · ( Austria)       | Shelda Bedê · Adriana Behar · Brasil                | Sandra Pires · Tatiana Minello · Brasil               | Eva Celbová · Soňa Dosoudilová · República Checa                                 |
| IV   | 2003 | Río de Janeiro · ( Brasil)    | Misty May Kerri Walsh Estados Unidos                | Shelda Bedê · Adriana Behar · Brasil                  | Natalie Cook Nicole Sanderson Australia                                          |
| V    | 2005 | Berlín · ( Alemania)          | Misty May-Treanor Kerri Walsh Estados Unidos        | Juliana Silva · Larissa França · Brasil               | Tian Jia Wang Fei China                                                          |
| VI   | 2007 | Gstaad · ( Suiza)             | Misty May-Treanor Kerri Walsh Estados Unidos        | Tian Jia Wang Jie China                               | Juliana Silva · Larissa França · Brasil                                          |
| VII  | 2009 | Stavanger · ( Noruega)        | April Ross Jennifer Kessy Estados Unidos            | Larissa França · Juliana Silva · Brasil               | Talita Antunes · Maria Antonelli · Brasil                                        |
| VIII | 2011 | Roma · ( Italia)              | Larissa França · Juliana Silva · Brasil             | Misty May-Treanor Kerri Walsh Jennings Estados Unidos | Xue Chen Zhang Xi China                                                          |
| IX   | 2013 | Stare Jabłonki · ( Polonia)   | Xue Chen Zhang Xi China                             | Karla Borger · Britta Büthe · Alemania                | Liliane Maestrini · Bárbara Seixas · Brasil                                      |
| X    | 2015 | Países Bajos                  | Bárbara Seixas · Ágatha Bednarczuk · Brasil         | Taiana Lima · Fernanda Alves · Brasil                 | Maria Antonelli · Juliana Silva · Brasil                                         |
| XI   | 2017 | Viena · Austria               | Laura Ludwig · Kira Walkenhorst · Alemania          | April Ross Lauren Fendrick Estados Unidos             | Larissa França · Talita Antunes · Brasil                                         |
| XII  | 2019 | Hamburgo · Alemania           | Sarah Pavan · Melissa Humana-Paredes · Canadá       | Alexandra Klineman April Ross Estados Unidos          | Taliqua Clancy Mariafe Artacho del Solar Australia                               |
| XIII | 2022 | Roma · Italia                 | Eduarda Santos Lisboa · Ana Patrícia Ramos · Brasil | Sophie Bukovec · Brandie Wilkerson · Canadá           | Svenja Müller · Cinja Tillmann · Alemania                                        |
| XIV  | 2023 | Tlaxcala · México             | Sara Hughes Kelly Cheng Estados Unidos              | Eduarda Santos Lisboa · Ana Patrícia Ramos · Brasil   | Kristen Nuss Taryn Kloth Estados Unidos                                          |

## Medallero histórico
- Actualizado a Tlaxcala 2023.

| Núm. | País            | Oro | Plata | Bronce | Total |
| ---- | --------------- | --- | ----- | ------ | ----- |
| 1    | Brasil          | 13  | 11    | 11     | 35    |
| 2    | Estados Unidos  | 6   | 7     | 5      | 18    |
| 3    | Alemania        | 2   | 2     | 4      | 8     |
| 4    | China           | 1   | 1     | 2      | 4     |
| 5    | Rusia           | 1   | 1     | 1      | 3     |
| 6    | Canadá          | 1   | 1     | 0      | 2     |
| 6    | Países Bajos    | 1   | 1     | 0      | 2     |
| 8    | Noruega         | 1   | 0     | 2      | 3     |
| 9    | República Checa | 1   | 0     | 1      | 2     |
| 10   | Argentina       | 1   | 0     | 0      | 1     |
| 11   | Suiza           | 0   | 2     | 0      | 2     |
| 12   | Austria         | 0   | 1     | 0      | 1     |
| 12   | Suecia          | 0   | 1     | 0      | 1     |
| 14   | Australia       | 0   | 0     | 3      | 3     |
| 15   | Polonia         | 0   | 0     | 1      | 1     |
|      | TOTAL           | 28  | 28    | 30     | 86    |